# Giedrė Žickytė
Giedrė Žickytė (nascuda el 30 de juny a 1980 a Lituània) és una productora i directora de cinema lituana.
Entre 1998 i 2002 va estudiar a l'Institut de Periodisme de la Universitat de Vílnius, del 2002 al 2004 va fer un postgrau de televisió i cinema a la Facultat de Teatre i Cinema, i del 2005 al 2007 va fer un màster en Belles Arts.
Va simultaniejar els estudis dirigint sessions de fotos per la revista Cosmopolitan (2000) i treballant com a reportera de televisió per al programa de LNK "Ryto ratas" (2001). També va treballar a l'espectacle "Kultūros tr Lithuanian", i a l'espectacle del Jaunimo Teatras "Aida ir Aida". El 2002 va treballar com a representant de relacions públiques a l'estudi de vídeo "Juodkrantė 2002". També va dirigir els programes de la Latvijas Televizija "Laida S" (2003 - 2004) i "Ievos pievos".

## Filmografia
- Baras (documental, 2009),
- Europa (dovumental, 2006)
- Gimę nekalti (curtmetratge, 10 min., 2005)
- Vaidmuo (curtmetratge, 20 min., 2004)
- Kaip mes žaidėme revoliuciją (documental, 2011)
- Paskui saulę ir ožkas (documental, 2011)
- Meistras ir Tatjana (documental, 2015)
- I'm not from Here amb la directora xilena Maite Alberdi (2016)[5]
- Šuolis ("The Jump" documental, 2020)[6]